# Matthias Theodor Vogt
Matthias Theodor Vogt (Roma, 5 maggio 1959) è uno storico e musicologo tedesco, ricercatore di politica culturale e autore di numerosi studi sui presupposti del rafforzamento del potenziale democratico in Europa.
Ha sviluppato, tra il 1992 e il 1995, il concetto della “legge per gli spazi culturali della Sassonia” Sächsisches Kulturraumgesetz svolgendo un ruolo di primo piano sia nella sua applicazione che nella sua attuazione. Dal 1994 viene nominato direttore dell' "Istituto per l'infrastruttura culturale della Sassonia", e, dal 1997 professore di politica culturale e di storia culturale presso l'Università Zittau/Görlitz. Nel 2012 l'Università di Pécs lo ha nominato Professor honoris causa, nel 2014 la Repubblica di Polonia lo nomina Ufficiale dell'Ordine al Merito della Repubblica di Polonia in riconoscimento del suo impegno per la cooperazione tedesco-polacco. Vogt è cattolico, sposato e padre di tre figli.

## Vita
È cresciuto nei pressi di Friburgo, in Brisgovia. Suo nonno, Theodor Spira anglista di Königsberg, nel 1940 venne espulso dai nazionalsocialisti dall'Università di Königsberg a causa delle sue convinzioni politiche e religiose. Dopo la guerra partecipò attivamente presso il Ministero della Pubblica Istruzione dell'Assia alla ricerca di un compromesso con Israele. Vogt è nipote del filologo classico di Magonza, Andreas Spira e fratello del latinista di Marburgo, Gregor Vogt-Spira, deceduto nel 1956, e dello studioso di etica sociale di Monaco di Baviera, Markus Vogt, deceduto nel 1962. Studia violoncello, prima con Nikolaus Uhlenhut, presso il conservatorio di Basilea, e successivamente con Atis Teichmanis della Musikhochschule di Friburgo. Successivamente Vogt ha studiato teatro, filosofia, germanistica e musicologia presso l'Università di Monaco di Baviera, alla Sorbona, a Aix-en-Provence e a Berlino. Durante i suoi studi a Monaco di Baviera divenne segretario privato di Hans Lamm, Presidente della Comunità ebraica di Monaco e dell'Alta Baviera. Nel 1983 si è laureato con un Master of Arts presso l'Università Ludwig-Maximilian di Monaco di Baviera con Klaus Lazarowicz e Susanne Vill. Nel 1988 ha conseguito il dottorato con Carl Dahlhaus, presso la Technische Universität di Berlino, e, nel 2008 conseguì l'abilitazione presso l'Università di Pécs. Ha lavorato, tra l'altro, sia come esperto per la Fondazione Volkswagen, che per la fondazione di studi del popolo tedesco. Dal 1983 Vogt tiene lezioni in inglese, tedesco, francese e italiano principalmente in Europa, Giappone e negli Stati Uniti.
Dal 1979 al 1985 consegue attività editoriali in particolare per una serie di organi di informazione: il Frankfurter Allgemeine Zeitung, il Neue Zeitschrift für Musik, l' Österreichische Musikzeitschrift, Falter Wien, il Sender Freies Berlin, il Bayerischer Rundfunk, il Westdeutscher Rundfunk, il Saarländischer Rundfunk, l'Österreichischer Rundfunk, ed il Radio France Musique di Parigi.
Dal 1986 al 1989 fu responsabile sia delle pubbliche relazioni che del programma del Festival di Bayreuth. Ha lavorato al Festival di Salisburgo, al Teatro dell'Opera di Vienna,al Teatro alla Scala di Milano, alla Biennale di Venezia, al Teatro Nazionale Russo, presso l'Operetta di Mosca, al conservatorio di Shanghai, al Théâtre du Châtelet di Parigi e all'Aquario Romano a Roma, tra gli altri insieme a, Luigi Nono, Luciano Berio e Karlheinz Stockhausen alle prime di "Prometeo" di Eschilo, "Un re in ascolto" di Luciano Berio, e al "Samstag aus Licht" di Karlheinz Stockhausen.
Matthias Theodor Vogt è considerato il padre "degli spazi culturali della Sassonia". Si tratta della prima legge riguardante l'obbligo culturale in Germania, successivamente proposta cone un modello dal Deutscher Bundestag ad altri paesi tedeschi. Vogt ha sviluppato il concetto della legge venendone coinvolto fino dal 1995 in qualità di coordinatore degli spazi culturali della Sassonia, responsabile per la sua applicazione ed attuazione. Nel novembre 1995 Vogt ha rifiutato un'altra nomina, da parte del primo ministro Kurt Biedenkopf, presso il Ministero della Scienza e Arte.
Nel 1994 il Ministro di Stato Hans Joachim Meyer e Matthias Theodor Vogt fondarono, l' "Istituto per l'infrastruttura culturale della Sassonia" (IKS), di cui Vogt è da allora direttore. Nel 2014 il Presidente del Bundestag, Norbert Lammert ha tenuto un discorso sui primi venti anni di lavoro dell'Istituto.
Nel 1997 Vogt in collaborazione con l'Istituto per l'infrastruttura culturale della Sassonia e l'Università Zittau/Görlitz ha fondato il corso di studi "Cultura e Management Görlitz" sotto il patrocinio di Federico Mayor, Direttore Generale dell'UNESCO, il quale stigmatizzava l'iniziativa di Görlitz con le parole: “Mobilizing support for the arts has become an art in itself. It calls for individuals combining economic flair, a grasp of social legislation, familiarity with an increasingly diverse cultural scene, and an uncompromising commitment to meticulous organization". Nel 1998, il corso di laurea venne premiato dall'Associazione delle Fondazioni per la scienza tedesca.
Nel 1997 fu nominato professore di politiche culturali e di storia culturale presso l'attuale Facoltà di Management e Scienze Culturali, presso l'Università Zittau / Görlitz. Dal 2001 al 2005 è stato visiting professor presso l'Università tecnica di Dresda, dal 2002 al 2010 presso l'Università Carolina di Praga, nel 2003 presso l'Università di Breslavia, nel 2009 presso l'Università degli Studi del Sannio Benevento, nel 2012 presso l'Università Jagellonica di Cracovia nel 2013 e nel 2014 docente ospite presso l'Università di Vienna.

## La scienza per la pratica politica
Dal 1990 ha dedicato le sue ricerche ai processi di trasformazione culturale in Europa. Ha inoltre focalizzato il suo interessate sul rafforzamento del potenziale democratico, sia della periferia tedesca ed europea al di là delle città metropolitane, che sugli aspetti metodologici della scienza della politica culturale.
Nel 2016 ha pubblicato lo studio sulla migrazione regionale "L'arrivo in Germania degli immigrati, la loro acculturazione e capacità di resilienza", a proseguimento di altri studi precedenti sulla “Minoranze ed xenofilia alla ripresa del diritto statale europeo” ed opere come “Lo straniero come un arricchimento” e “Le minoranze come un valore aggiunto” del collegio scientifico Collegium Pontes Görlitz-Zgorzelec-Zhořelec.
Il potenziale delle relazioni tra agente-principale per il rafforzamento della cittadinanza locale venne ricercato da Vogt nella città tedesca di Erlangen, nelle città medie di, Landsberg am Lech e Pforzheim, così come nella piccola città di Altötting e nel borgo Gundelsheim vicino Bamberga.
Per la Commissione d'inchiesta Cultura tedesca, Vogt ha analizzato il contributo delle chiese e delle comunità religiose alla vita culturale in Germania.
Nel settore della politica di minoranza ha condotto ricerche tra il gruppo etnico dei Sorbi della Lusazia e sulla situazione nel Caucaso.
Sotto il patrocinio congiunto dei Ministri del Esteri tedesco, polacco e ceco, Vogt ha ricercato tra il 2002 e il 2009 con la collaborazione del Collegio scientifico trinazionale Pontes Görlitz-Zgorzelec-Zhořelec le motivazioni fondamentali della coesione sociale in Europa.
Vogt è co-editore del Giornale europeo sulle questioni delle minoranze EJM, di Vienna e Berlino) della Rivista interdisciplinare di Studi Europei / Rassegna di Studi Interdisciplinari sull'Europa RISE di Napoli, il Journal Culture Management – Kultur Management - Zarządzanie Kulturą in tre lingue e la Towarzystwo Doktorantów Uniwersytetu Jagiellońskiego, entrambi di Cracovia. Ha scritto circa 400 libri e articoli come autore, co-autore, editore e co-editore.

## Politica
Vogt appartiene all'ala sociale della CDU ed è regolarmente attivo per tutti i partiti di ispirazione democratica.

## Società civile
- 1985-1986 insieme a Fumikatsu Inoue di Gerusalemme[37] e Martin Sperlich di Berlino, è promotore di un memoriale sull'Olocausto non realizzato nel quartiere Tiergarten di Berlino.
- 1991-1994 membro del Consiglio dell'Internazionale Musikfest nel comune di Tegernsee,  direttore Artistico: Natalia Gutman.
- 1993-1998 membro del Consiglio della Società Plauen-Gesellschaft Plauen, Presidente: Willi Daume.
- Dal 1998 membro della Società per l'assegnazione del Premio “Ponte per la Comprensione Internazionale Görlitz”[38]. Nel 1999 il premio, presentato da Władysław Bartoszewski, venne assegnato alla scrittrice, Freya von Moltke. Nel 2000, presentato dal cantautore e poeta, Wolf Biermann, il premio venne assegnato allo scrittore storico, Arno Lustiger.

## Premi
- 1998 Premio dell'”Associazione dei donatori per la scienza tedesca” per il corso di Studi per l'UNESCO “Cultura e Management Görlitz”.
- 2000 Medaglia Franz Kafka, Praga.
- 2000 Prize for support of culture and arts der European Union of Arts[39], Bruxelles.
- 2012 Medaglia Eötvös József dell'Università Eötvös József, Baja.
- 2014 Croce al Merito Ufficiale dell'Ordine della Repubblica di Polonia

## Scritti (scelta)
- Con Erik Fritzsche, Christoph Meißelbach: "Ankommen in der deutschen Lebenswelt. Migranten-Enkulturation und regionale Resilienzstärkung. Geleitwort von Rita Süssmuth und Nachwort von Olaf Zimmermann. Europäisches Journal für Minderheitenfragen"[40] Vol. 9 No. 1-2 2016. Berliner Wissenschafts-Verlag 2016, ISBN Print: 978-3-8305-3716-8, E-Book: 978-3-8305-2975-0, ISSN Print: 1865-1089, Online: 1865-1097.
- "Wie weiter in der Armenienfrage? Ein Vorschlag zu den möglichen politischen Folgerungen aus dem Ökumenischen Gottesdienst im Berliner Dom anläßlich der Erinnerung an den Völkermord an Armeniern, Aramäern und Pontos-Griechen, am 23. April 2015 und der Debatte zu den Deportationen und Massakern an den Armeniern vor 100 Jahren"[41] im Deutschen Bundestag am 24. April 2015. Europäisches Journal für Minderheitenfragen Vol 8 No 3 2015. Verlag Österreich, Wien 2015.
- Con Olaf Zimmermann (Hrsg.): "Verödung? Kulturpolitische Gegenstrategien. Beiträge zur Tagung 22./23 November 2013 in Görlitz" [42] Veranstalter: "Deutscher Kulturrat und Institut für kulturelle Infrastruktur Sachsen. Edition kulturelle Infrastruktur, Görlitz und Berlin 2013[43]".
- Con Katarzyna Plebańczyk, Massimo Squillante, Irena Alperyte, editori: "Brain Gain through Culture? Researching the Development of Middle Size Cities in Poland, Lithuania, Italy, Hungary, Germany, and France"[44]. DOI 10.1696/KOL-2012. Görlitz 2012.
- Con Vladimir Kreck Fellows del Collegium Pontes Görlitz-Zgorzelec-Zhořelec: "Empfehlungen zur Stärkung der sorbischen Minderheit durch Schaffung eines abgestimmten Selbstverwaltungs-, Kooperations-, Projekt- und Institutionenclusters. Europäisches Journal für Minderheitenfragen"[45] Vol. 5 No. 4. Wien 2012. S. 211-430.
- Con Isabell Ehrlicher, Amandine Laïk, Carolin Eisner, Ulf Großmann:"Kultur für Landberg. Stärkung der Innenstadt durch Aufwertung der kulturellen Infrastruktur sowie Erhalt und Entwicklung der einschlägig genutzten Baudenkmäler"[46] Görlitz 2012.
- "What is Cultural Policy? Was ist Kulturpolitik? Czym jest polityka kulturalna? In: Emil Orzechowski et al."[47](Hrsg.): Vol. III (3) Culture management. Kulturmanagement. Zarządzanie kulturą, Krakau 2010. S. 113–136, 15–39, 213–237.
- Con Jan Sokol, Dieter Bingen, Jürgen Neyer und Albert Löhr (Hrsg.): "Minderheiten als Mehrwert"[48].  Schriften del Collegium Pontes. Band VI. Frankfurt am Main u. a. 2010, ISBN 978-3-631-60239-3.
- Con Jan Sokol, Dieter Bingen, Jürgen Neyer und Albert Löhr (Hrsg.): "Der Fremde als Bereicherung"[49].  Schriften des Collegium Pontes. Band V. Frankfurt u. a. 2010, ISBN 978-3-631-60233-1.
- Con Jan Sokol, Beate Ociepka, Detlef Pollack und Beata Mikołajczyk (Hrsg.): "Europäisierung im Alltag"[50]. Schriften des Collegium Pontes. Band IV. Frankfurt am Main u. a. 2009, ISBN 978-3-631-58033-2.
- Con Jan Sokol, Beate Ociepka, Detlef Pollack und Beata Mikołajczyk (Hrsg.): "Die Stärke der Schwäche"[51]. Schriften del Collegium Pontes. Band III. Frankfurt am Main u. a. 2009, ISBN 978-3-631-58032-5.
- Con Jan Sokol, Beate Ociepka, Detlef Pollack und Beata Mikołajczyk (Hrsg.): "Peripherie in der Mitte Europas"[52]. Schriften del Collegium Pontes. Band II. Frankfurt am Main u. a. 2009, ISBN 978-3-631-58031-8.
- Con Jan Sokol, Beate Ociepka, Detlef Pollack und Beata Mikołajczyk (Hrsg.): "Bedingungen europäischer Solidarität"[53]. Schriften des Collegium Pontes. Band I. Frankfurt am Main u. a. 2009, ISBN 978-3-631-58030-1.
- "Der Beitrag der Kirchen und Religionsgemeinschaften zum kulturellen Leben in Deutschland. In: Deutscher Bundestag"[54] (Hrsg.): "Kultur in Deutschland. Schlußbericht der Enquete-Kommission des Deutschen Bundestages. Deutscher Bundestag"[55], K.-Drs. 15/414b. Regensburg 2008, ISBN 978-3-932581-93-9.
- (ed.): "Kulturräume in Sachsen. Eine Dokumentation. Mit einer photographischen Annäherung von Bertram Kober und dem Rechtsgutachten von Fritz Ossenbühl"[56]. Kulturelle Infrastruktur Band I. Universitätsverlag, Leipzig 1. Auflage 1994, 2. Auflage 1996, 3. Auflage 1997, ISBN 3-931922-04-9.
- (ed.) "Das Gustav-Mahler-Fest Hamburg"[57] 1989. Kassel/ Basel/ London/ New York 1991, ISBN 3-7618-1015-6.
- "Die Genese der Histoire du Soldat von Charles-Ferdinand Ramuz, Igor Strawinsky und René Auberjonois"[58]. Bamberg 1989 (Zugleich Dissertation an der TU Berlin 1989).